# Marina Kisłowa
Marina Kisłowa, ros. Марина Владимировна Кислова (ur. 12 grudnia 1978 w Leningradzie) – rosyjska lekkoatletka specjalizująca się w krótkich biegach sprinterskich, uczestniczka letnich igrzysk olimpijskich w Sydney (2000).

## Sukcesy sportowe
- mistrzyni Rosji w biegu na 100 metrów – 2002[1]
- halowa mistrzyni Rosji w biegu na 60 metrów – 2001[2]

| Rok  | Miasto     | Zawody                    | Konkurencja                 | Wynik         |
| ---- | ---------- | ------------------------- | --------------------------- | ------------- |
| 2001 | Edmonton   | Mistrzostwa świata        | sztafeta 4 x 100 m          | 7. miejsce    |
| 2001 | Brema      | Puchar Europy             | bieg na 100 m               | 1. miejsce    |
| 2001 | Brisbane   | Igrzyska Dobrej Woli      | sztafeta 4 x 100 m          | 4. miejsce    |
| 2002 | Wiedeń     | Halowe mistrzostwa Europy | bieg na 60 m                | srebrny medal |
| 2002 | Madryt     | Puchar świata             | bieg na 100 m bieg na 200 m | 6. miejsce    |
| 2003 | Birmingham | Halowe mistrzostwa świata | bieg na 60 m                | 6. miejsce    |
| 2003 | Paryż      | Mistrzostwa świata        | sztafeta 4 x 100 m          | brązowy medal |

## Rekordy życiowe
- bieg na 60 metrów (hala) – 7,08 – Samara 01/02/2001
- bieg na 100 metrów – 11,09 – Chania 04/06/2001
- bieg na 200 metrów – 22,99 – Jokohama 09/09/2000
- bieg na 200 metrów (hala) – 23,44 – Moskwa 17/02/2001